# Deutsche Einband-Meisterschaft 1937

Veranstaltungsort: Köln

Die Deutsche Einband-Meisterschaft 1937 ist eine Billard-Turnierserie und fand am 23. Februar 1937 in Köln zum zweiten Mal statt.

## Geschichte
Der Kölner Willy Pesch verteidigte seinen Einbandtitel und qualifizierte sich damit für die Weltmeisterschaft im französischen Montargis. Platz zwei holte der Gelsenkirchener Gerd Thielens vor dem amtierenden Fünfkampf-Weltmeister August Tiedtke.

## Modus
Gespielt wurde im Round-Robin-Modus bis 150 Punkte.
Die Endplatzierung ergab sich aus folgenden Kriterien:
1. Matchpunkte
2. Generaldurchschnitt (GD)
3. Bester Einzeldurchschnitt (BED)
4. Höchstserie (HS)

## Teilnehmer (alphabetisch)
1. Willy Pesch (Köln), Titelverteidiger
2. Carl Foerster (Aachen)
3. Gerd Thielens (Gelsenkirchen)
4. August Tiedtke (Düsseldorf)

## Turnierverlauf
| Name           | MP  | Pkte | Aufn. | ED   | HS |
| -------------- | --- | ---- | ----- | ---- | -- |
| 1. Spielrunde  |     |      |       |      |    |
| Willy Pesch    | 0:2 | 110  | 45    | 2,44 | 12 |
| August Tiedtke | 2:0 | 150  | 45    | 3,33 | 12 |
| Gerd Thielens  | 2:0 | 150  | 46    | 3,26 | 15 |
| Carl Foerster  | 0:2 | 113  | 46    | 2,46 | 13 |

| Name           | MP  | Pkte | Aufn. | ED   | HS |
| -------------- | --- | ---- | ----- | ---- | -- |
| 2. Spielrunde  |     |      |       |      |    |
| August Tiedtke | 2:0 | 150  | 46    | 3,26 | 15 |
| Carl Foerster  | 0:2 | 108  | 46    | 2,35 | 9  |
| Gerd Thielens  | 0:2 | 73   | 37    | 1,97 | 10 |
| Willy Pesch    | 2:0 | 150  | 37    | 4,05 | 18 |

| Name           | MP  | Pkte | Aufn. | ED   | HS |
| -------------- | --- | ---- | ----- | ---- | -- |
| 3. Spielrunde  |     |      |       |      |    |
| Willy Pesch    | 2:0 | 150  | 42    | 3,57 | 25 |
| Carl Foerster  | 0:2 | 77   | 42    | 1,84 | 13 |
| Gerd Thielens  | 2:0 | 150  | 41    | 3,66 | 10 |
| August Tiedtke | 0:2 | 96   | 41    | 2,34 | 12 |

## Abschlusstabelle
| MP    | Match Points (Sieger = 2; Unentschieden = 1; Verlierer = 0) |
| Pkte. | Erzielte Karambolagen                                       |
| Aufn. | Benötigte Versuche                                          |
| GD    | Generaldurchschnitt                                         |
| BED   | Bester Einzeldurchschnitt eines Spielers                    |
| HS    | Höchstserie                                                 |
|       | Bester GD des Turniers                                      |
|       | Bester ED des Turniers                                      |
|       | Beste HS des Turniers                                       |
|       | 1. Platz (Gold)                                             |
|       | 2. Platz (Silber)                                           |
|       | 3. Platz (Bronze)                                           |

| Klassement                | Klassement     | Klassement | Klassement | Klassement | Klassement | Klassement | Klassement |
| Platz                     | Name           | MP         | Pkte.      | Aufn.      | GD         | BED        | HS         |
| ------------------------- | -------------- | ---------- | ---------- | ---------- | ---------- | ---------- | ---------- |
| 1                         | Willy Pesch    | 4:2        | 410        | 124        | 3,30       | 4,05       | 25         |
| 2                         | Gerd Thielens  | 4:2        | 373        | 124        | 3,008      | 3,65       | 15         |
| 3                         | August Tiedtke | 4:2        | 396        | 132        | 3,000      | 3,33       | 15         |
| 4                         | Carl Foerster  | 0:6        | 298        | 134        | 2,22       | –          | 13         |
| Turnierdurchschnitt: 2,87 |                |            |            |            |            |            |            |